# Turquie aux Jeux olympiques d'hiver de 1936
La Turquie participe aux Jeux olympiques d'hiver de 1936, qui ont lieu à Garmisch-Partenkirchen en Allemagne. Représenté par 6 athlètes, ce pays prend part aux Jeux d'hiver pour la première fois et ne remporte pas de médaille.

## Résultats

### Ski alpin
| Athlète              | Épreuve        | Descente      | Descente | Slalom      | Slalom      | Slalom      | Total           | Total           |
| Athlète              | Épreuve        | Temps         | Rang     | Temps 1     | Temps 2     | Rang        | Points totaux   | Rang            |
| -------------------- | -------------- | ------------- | -------- | ----------- | ----------- | ----------- | --------------- | --------------- |
| Reşat Erceş          | Combiné hommes | 22 min 44 s 4 | 60       | Non partant | Non partant | Non partant | Non partant     | Non partant     |
| Mehmut Şevket Karman | Combiné hommes | 14 min 29 s 2 | 59       | Non partant | Non partant | Non partant | Non partant     | Non partant     |
| Ülker Pamir          | Combiné hommes | 14 min 18 s 4 | 58       | Disqualifié | Disqualifié | Disqualifié | N'a pas terminé | N'a pas terminé |
| Nazım Aslangil       | Combiné hommes | 13 min 56 s 8 | 57       | Disqualifié | Disqualifié | Disqualifié | N'a pas terminé | N'a pas terminé |

### Ski de fond

#### Individuel hommes
| 18 km | Cemal Tigun          | N'a pas terminé | N'a pas terminé |
| 18 km | Mehmut Şevket Karman | 2 h 09 min 36 s | 72              |

#### Relais hommes 4 × 10 km
| Athlètes                                            |                   |                   |
| Athlètes                                            | Temps             | Rang              |
| --------------------------------------------------- | ----------------- | ----------------- |
| Reşat Erceş Sadri Erkılıç Cemal Tiğin Mahmut Şevket | N'ont pas terminé | N'ont pas terminé |